# Leszczyniec (potok)
Leszczyniec (niem. Tuckmantel Bach, Tuckmantel Graben) – potok w północno-zachodniej Polsce, prawy dopływ Trawny. Płynie przez północną część Puszczy Bukowej w województwie zachodniopomorskim. 
Potok bierze początek z pięciu źródeł na wschodnim krańcu Puszczy, w tym cztery w Królewskich Źródłach. Płynie na północny wschód przez Szczecin Płonię i zakręciwszy na północny zachód w Szczecinie Kijewie uchodzi do Trawny z jej prawego brzegu.